# Вторые Ялдры
Вторы́е Ялдры́ (чув. Уйпуç Ялтăра) — деревня в Шумерлинском районе Чувашской республики. 

## География
Находится в западной части Чувашии на расстоянии приблизительно 20 км на северо-восток по прямой от районного центра города Шумерля.

## История
Известна с 1846 года, когда здесь был учтен 361 житель мужского пола. В 1897 году в деревне отмечено 75 дворов и 452 жителя, в 1926 127 и 624 соответственно, в 1939 88 и 666, в 1979 435 человек, в 2002 году 113 дворов, в 2010 287 домохозяйств. В советское время работал колхоз «Канаш», позднее СХПК им. Чапаева.
До 2021 года входила в состав Юманайского сельского поселения до его упразднения.

## Население
| 2010 | 2012 |
| ---- | ---- |
| 210  | ↗262 |

Население составляло 287 человек (чуваши 99 %) в 2002 году, 262 в 2010.

## Известные уроженцы, жители
Михаил Ильич Ундрицов (21 ноября 1910, д. Вторые Ялдры, Симбирская губерния — 27 августа 1998, Москва) — советский, российский патофизиолог; доктор медицинских наук, профессор.